# 法国王冠珠宝

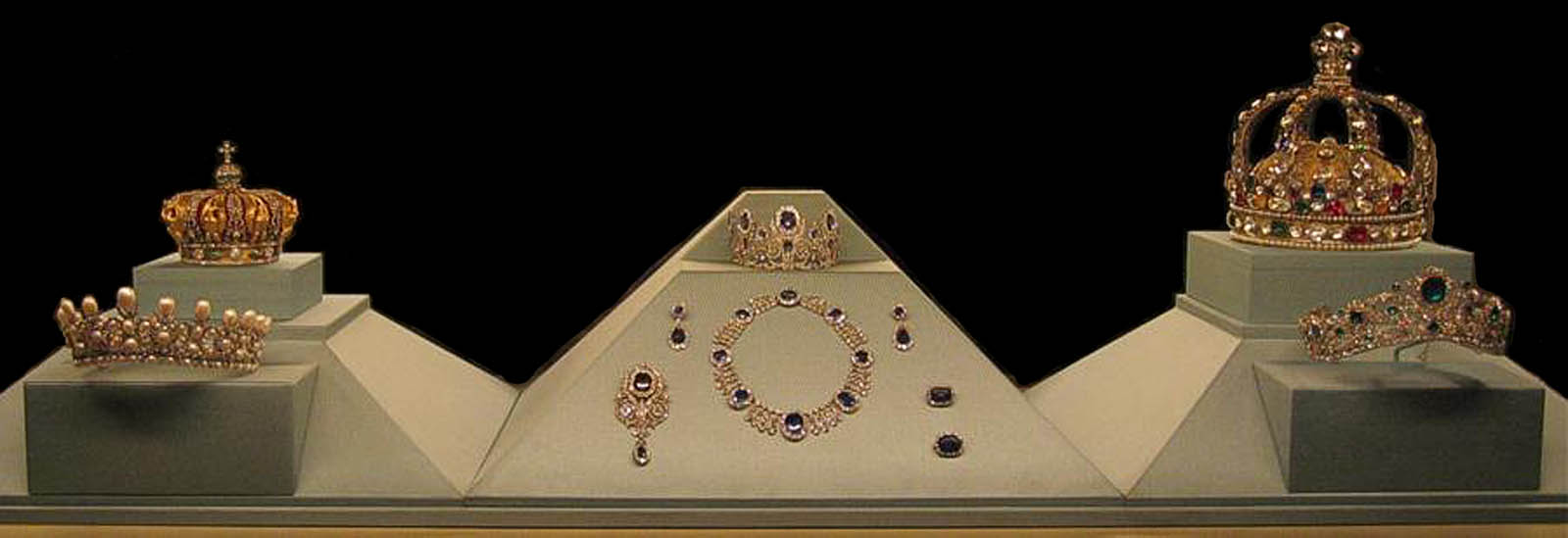
在法国卢浮宫展示的法国王冠珠宝

法国王冠珠宝是法蘭西王国的国王和王后曾经佩戴过的各式各样的象征皇权的王冠，珠宝球，头冠和首饰。这一系列的珠宝最终被分散，大部分都在1885年被当时的法兰西第三共和国卖出。剩下来的法国王冠珠宝主要是一些具有历史意义的并且用玻璃装饰的王冠。它们现在在法国最高级的博物馆，也是以前的王宫－卢浮宫展出。

## 法国王冠珠宝的用途
与英国的帝王相反，法国的国王较少注重王冠首饰的仪式和加冕上的用途。有些国王在加冕仪式上要么就不带王冠，要么就选择推迟加冕，直到他们的政权稳固之后再说。虽然不是经常使用，但是还是有一系列珍贵的王冠首饰被保留下来了，并且每一代国王也要添加更多的数量。

## 著名的钻石
该系列王冠首饰中最著名的钻石是曾经用在英联邦前身的国王王冠上的桑西钻石，皇家的法兰西之蓝，以及摄政王钻石。摄政王钻石的加工集中体现了法国王室对于王冠首饰的态度。该钻石曾是法国国王路易十五加冕仪式上所戴王冠的中心装饰品，也曾经被路易十六的王后玛丽·安托瓦内特镶在她的黑色天鹅绒帽子上。

## 法国大革命期间王冠珠宝的失窃

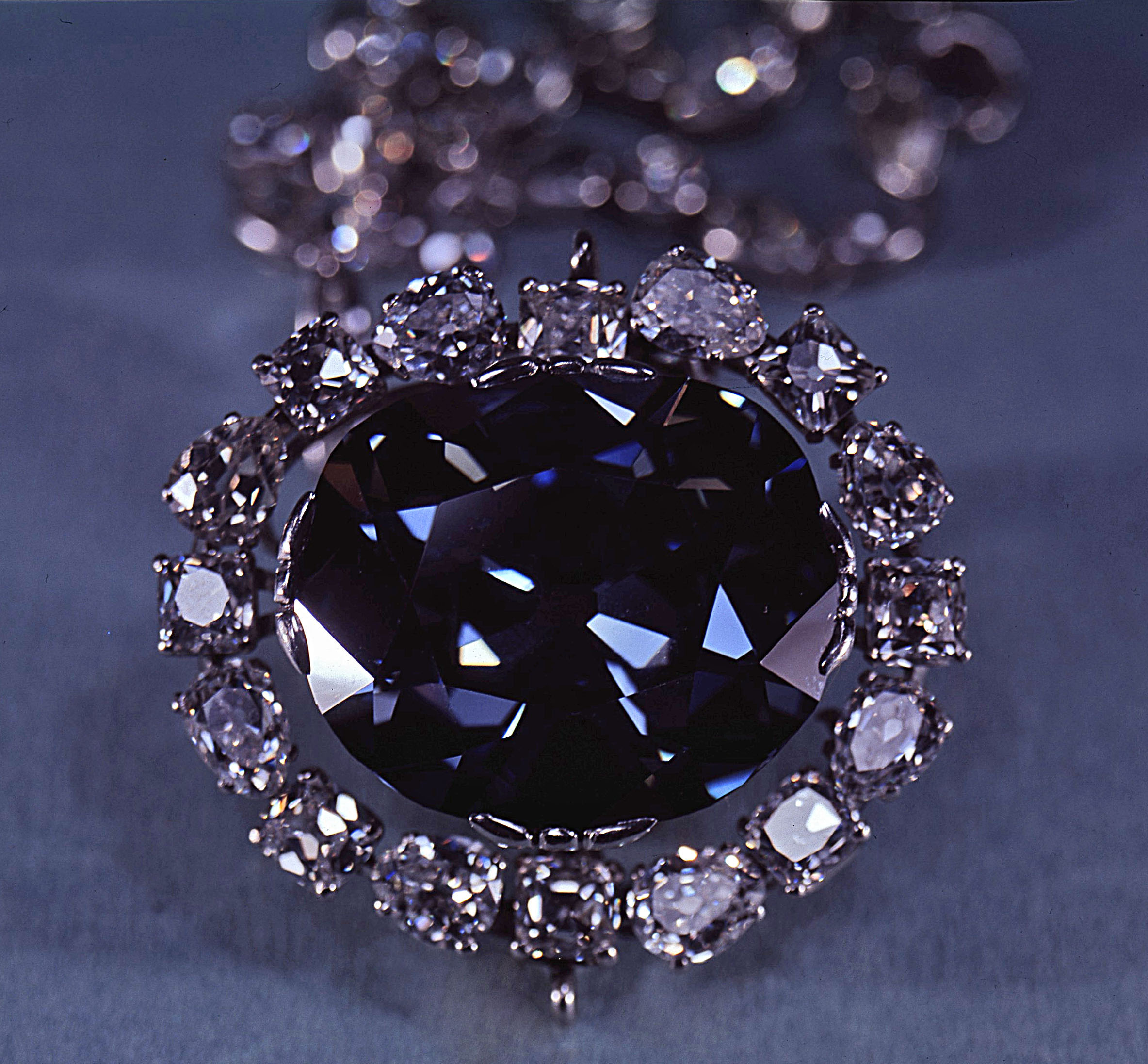
由法兰西之蓝切割出来的蓝色希望，是法国王冠珠宝的一部分。

大部分王冠珠宝都于1792年被暴徒从法国的Garde Meuble（王家宝藏库）所盗出。它们其中的大部分都陆续的被找回。然而，两颗著名的钻石，桑西钻石和法兰西之蓝在之后都再也找不到了。法国蓝钻石曾经被人切割，而切割下来的那一部分就是现在人们所知道的蓝色希望。 
希望钻石著名于世之处在于其被传附带有诅咒和厄运。曾经佩戴过它的玛丽·安托瓦内特被斩首。钻石之后的拥有者和他们的家属经历各种诸如自杀、离婚、破产、车祸丧生、悬崖摔死、革命活动、精神崩溃以及过量服药致死之类的惨剧。它甚至被扯远到和林德伯格的儿子有关。这颗钻石之后的所有者为了集钱而将它卖出，但是最后却卖给了一个同绑架没有关系的骗子。从1958年开始这颗钻石被安放在华盛顿特区的史密森学会，并成为史密森的收藏中最多人观赏的一个收藏。
法国王冠珠宝的收曾被拿破仑一世和拿破仑三世以及他们的王后以其他的珠宝补充。

## 最后的加冕
法国最后的加冕仪式发生在1824年，是查理十世在法国兰斯进行的。加冕仪式的规模被批评家视为是自从法国大革命以来终止的旧王朝时期的政治绝对主义的回归。一些历史学家认为这个仪式的庄严华丽标志着波旁王朝末期的开始。而查理的旧王朝风格逐渐偏离法国公众的口味，而更倾向于查理的哥哥，路易十八的低调风格。法国最后一位国王路易·菲利普和最后一位帝王拿破仑三世，都没有经过加冕仪式。拿破仑三世的配偶，欧仁尼皇后，是有一顶专为其设计的皇后之冠的，尽管它没有在任何正式场合使用过。

## 法国王冠珠宝的分散和出售

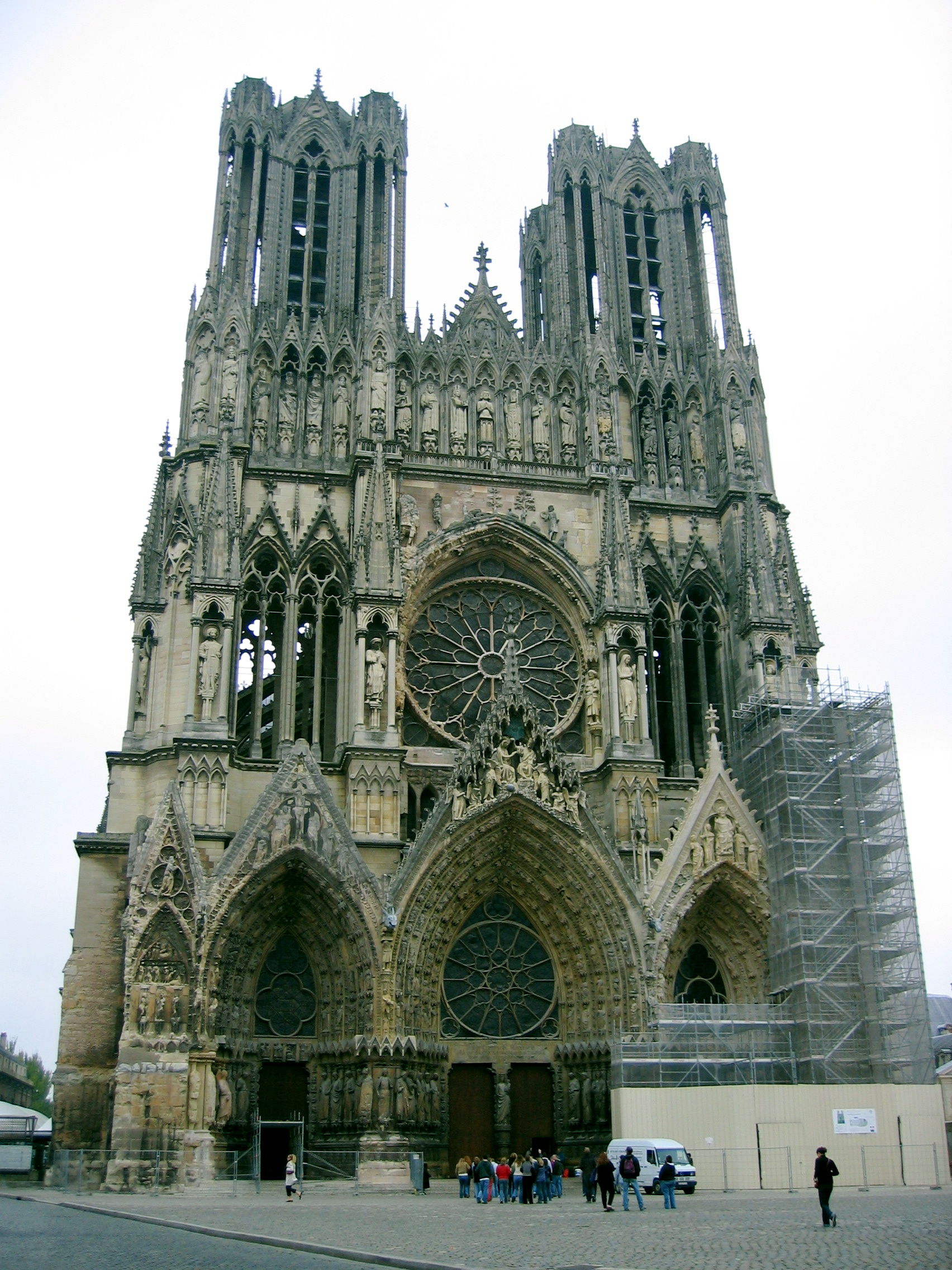
法国国王加冕仪式通常的场所，兰斯大教堂

在18世纪后期到19世纪之间，这些珠宝经历了法兰西第一共和国、共和国督政府、共和国執政府、法兰西第一帝国、法国波旁复辟、七月王朝、法兰西第二共和国、法兰西第二帝国等政权而得以保存。然而，亨利五世在1870年代早期不保留法国王冠的决定不仅仅终结了王室复兴的希望，还导致了王室珠宝的分散和部分的出售。
1875年法兰西第三共和国因一系列组织法（合起来组成一部宪法）的通过而正式建立。临时总统职位也被“共和国总统”所取代。
虽然在麦克马洪总统领导的保皇党突然发起的5月16日危機失败之后，只有极少数的保皇党员还期待王室复辟，但是由极右势力保皇党员挑起的持续骚动，以及对政变(coup d' etat)的恐慌，导致了激进分子代表提出变卖王冠珠宝的计划。他们希望这样能够削弱保皇党的势力，因为“没有王冠，就不需要国王。”--- 这是一名议会成员的话。这个有争议的决定最终还是付诸实施。所有的王冠珠宝都被移走及变卖，包括许多的王冠，头冠，指环和其他物品等。只有一小部分由于历史原因而得以保存，可是这些王冠珠宝上原本的钻石和宝石已经被有色玻璃给取代了。

## 法国最后的王室仪式：2004年路易十七的葬礼
法国大革命留下来的其中一个谜是路易十六的继承人，王太子，在国王和王后被处决之后不知所終。比较流行的说法是年轻的王子被从监狱中逐出并过着流放的生活。
2004年，这个谜还是最后被确定了，一个真相非常可怕的故事。事实上年轻的王子，也就是路易十七，在他父亲死去之后也因肺结核在狱中死亡。他死因的确定是借助DNA的证据。路易十七死后立即被医生取出了心脏。通过比较这颗心脏的DNA和被保皇党保存的玛丽·安托瓦内特的一根头发里的DNA，可以最后确定狱中死去的男孩确实就是路易和玛丽·安托瓦内特的儿子，路易十七。
2004年举行了路易十七的正式葬礼，尽管是用他的心脏，而不是身体。这是一个半世纪以来，也很可能是最后一次，在法国以鸢尾花旗和王冠举行王室仪式。